# スローン・スクエア

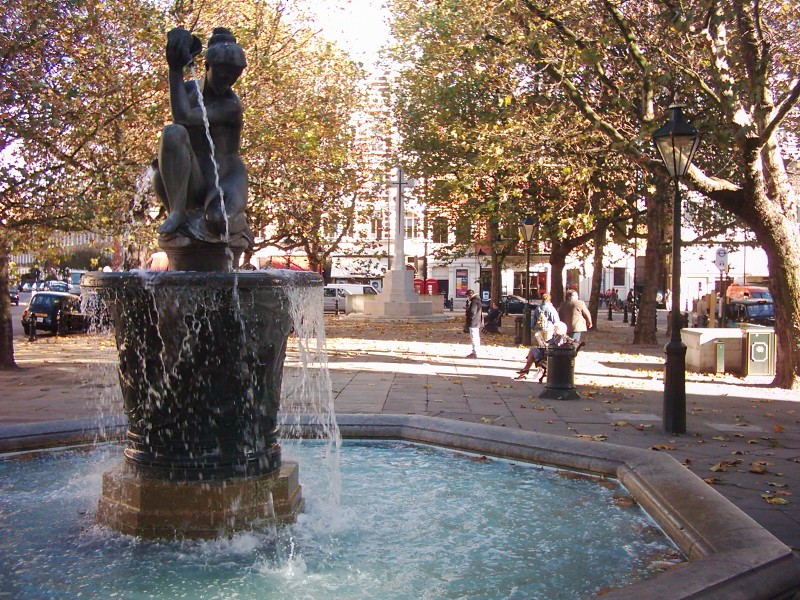
スローン・スクエア

スローン・スクウェア (Sloane square) は、イギリスのロンドン特別区ケンジントン・アンド・チェルシー王立区にある公園である。この公園から北方向へ伸びる道路はスローン・ストリート (Sloane Street) と呼ばれ、この周辺エリアは総称としてスローン・スクエアと呼ばれることもある。
小規模なエリアだが、世界的なハイブランドの店舗や閑静なアパートメントなどが建ち並び、高級感のある街並みとなっている。イギリスのファッションや流行で使用される、スローン・レンジャー (Sloane Ranger) やスローニー (Sloaney) といった造語の由来にもなった。本項目ではスローン・スクエアだけでなく、スローン・ストリートの地理やスローン・レンジャーといった造語の由来などについても述べる。

## 概要

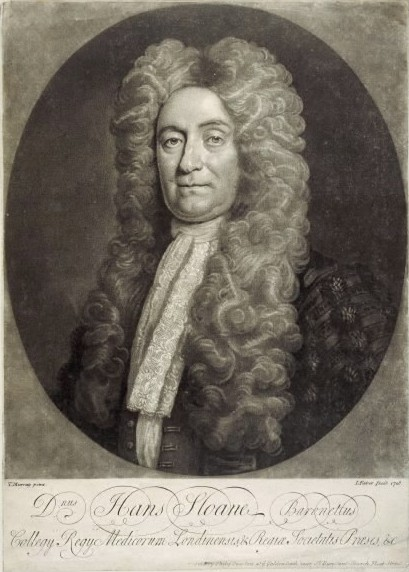
ハンス・スローン
1660年4月16日 - 1753年1月11日

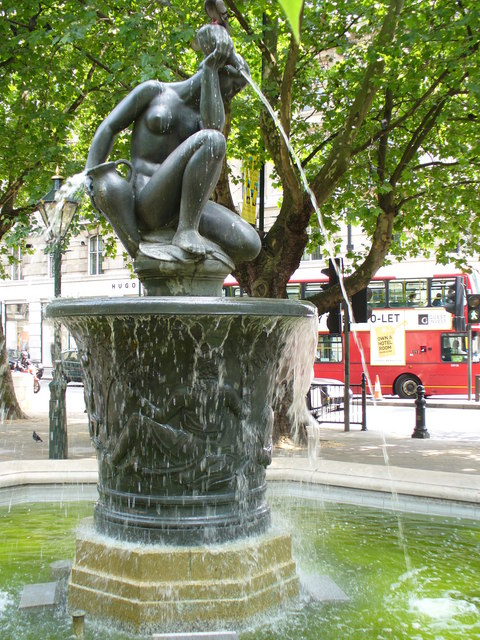
スローン・スクエア内にあるヴィーナス像の噴水

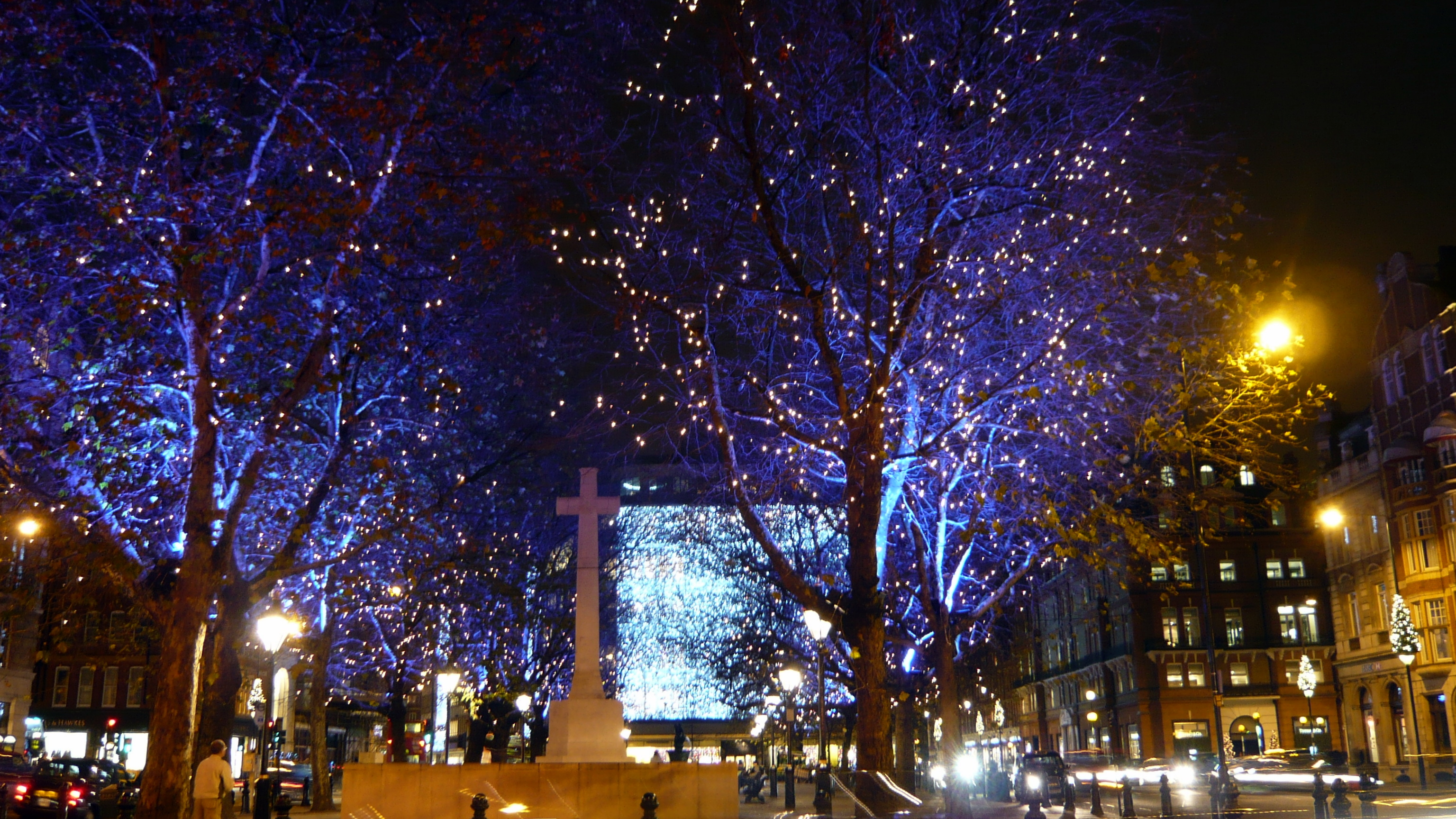
スローン・スクエア内にある十字架のモニュメントとクリスマスのイルミネーション

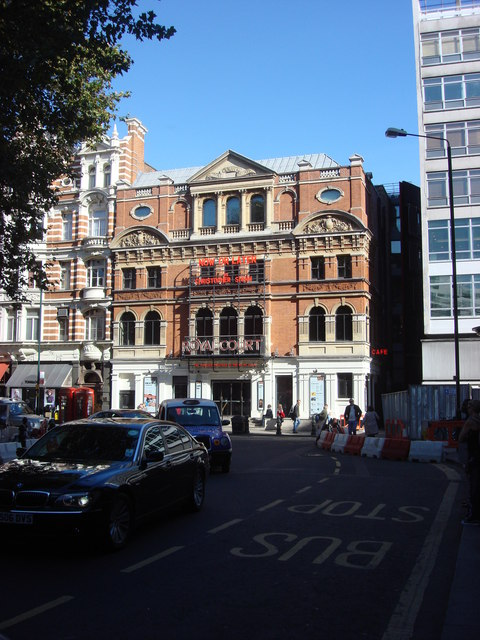
スローン・スクエアの東側にあるロイヤル・コート・シアター

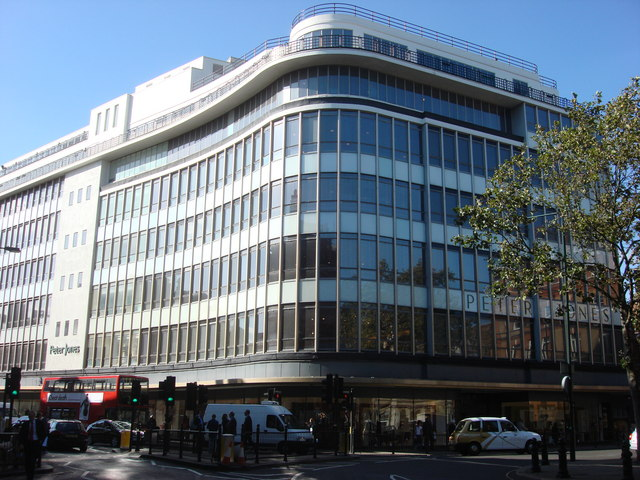
スローン・スクエアの西側にあるピーター・ジョーンズ百貨店

スローン・スクエアとスローン・ストリートは、イギリスのロンドン特別区ケンジントン・アンド・チェルシー王立区にある公園と道路である。シティ・オブ・ウェストミンスターのチャリング・クロスから約2.8km南西方向の位置にあり、著名なキングス・ロードの東側（ほぼ東端）に位置している。また、公園から直線距離で約850m南方向にはテムズ川が流れている。
公園の位置は2つの高級住宅街、チェルシーとベルグラヴィアの境界付近にあり、エルメスやグッチといった世界的なファッションブランドの店舗やスローン・ガーデンと呼ばれる閑静なアパートメントが建ち並んでいる。1980年代にはダイアナ・スペンサー（ダイアナ元妃）が、2000年代にはケイト・ミドルトン（キャサリン妃）が好んだエリアとしても知られている。

## スローン・スクエア
スローン・スクエアは、東西方向に約100mおよび南北方向に約30mという長方形の敷地の公園で、敷地の中には十字架やビーナス像の噴水などのモニュメントが設置されている。
この周辺のスローン (Sloane) という名称は、大英博物館やロンドン自然史博物館などの礎を築いた収集家でミルク入りホット・チョコレートの考案者でもある著名な医師ハンス・スローンに由来している。この公園の形状やスローン・ストリート（後述）が通る位置なども、ハンス・タウン (Hans town) の名残りである。ハンス・タウンとは、1771年に地元の不動産業者チャールズ・カドゥガン2世 (Charles Cadogan 2nd) が建築家ヘンリー・ホランドと息子のヘンリー・ホランド・ジュニアに依頼して始まった区画整備の名称である。この際、土地の何箇所かがハンス・スローンの遺族の所有であったため、彼の名前を称える意味も含めて新たな地名に冠することになった。なお、噴水として設置されているヴィーナス像は、チェルシー生まれで後に王立芸術院の理事となる彫刻家ギルバート・レドワード (Gilbert Ledward) が1953年に製作した作品である。
公園の敷地と周囲を区切るような柵や壁は特に設置されておらず、周囲は全て歩道や道路に接したオープンスペースとなっている。大きな道路としては、北方向へ伸びるスローン・ストリート（後述）、北東から南西へ斜めに横切るキングス・ロード（King's Road、道路番号A3217）、南方向へ伸びるローワー・スローン・ストリート（Lower sloane street、道路番号A3216）などと接している。
公園の傍の大きなランドマークとしては、東側にロイヤル・コート・シアター (Royal court theatre)、西側にピーター・ジョーンズ百貨店 (Peter Jones) が建つ。また、南西側には現代美術の美術館「サーチ・ギャラリー」がある。

## スローン・ストリート
スローン・ストリート（Sloane Street、道路番号 A3216）は、公園から北側へ向かって伸びる約1kmほどの直線道路である。北端ナイツブリッジ（及びベルグレイヴィアが接する）界隈は、大通りのブロンプトン・ロード（Brompton Road、道路番号A4）に接する。
北端ナイツブリッジ界隈のランドマークとしては、東側に高級百貨店として著名なハーヴェイ・ニコルズ（ハーヴィー・ニコルズ）、ブロンプトン・ロードを西側へ約300mほど行った所に同じく高級百貨店のハロッズがある。ブロンプトン・ロードの更に北側には広大な王立公園のハイド・パークやケンジントン・ガーデンズが広がる。
公園側（南端）とブロンプトン・ロード側（北端）のほぼ中間付近に、東西に伸びるポント・ストリート（Pont Street、道路番号B319）と直角に交わる交差点がある。この交差点から南西側にはカドゥガン・スクエア (Cadogan Square) と呼ばれる公園があり、周辺にはカドゥガン・プレイス (Cadogan Place) と呼ばれるアパートメントの閑静な街並みが広がる。カドゥガンとは、地元で代々続いた不動産業者のチャールズ・カドゥガン一族 (Charles Cadogan) に由来する。
スローン・ストリートにはブティックやヘアサロンなどが軒を連ねており、高級感のある通りとなっている。特に、ポント・ストリートと交わる交差点辺りから北端のナイツブリッジあるいはブロンプトン・ロードにかけて、ルイ・ヴィトン、ディオール、シャネル、ランバン、セリーヌ、グッチ、エルメス、プラダ、ジョルジオ・アルマーニ、 サンローラン、ボッテガ・ヴェネタ、フェンディ、ドルチェ&ガッバーナ、ブルガリ、フェラガモ、バレンシアガ、ロジェ・ヴィヴィエ、モンクレール、トム・フォード、J.クルー、ロベルト・カヴァリ、ティファニー、カルティエといった世界的な高級ファッションブランドの店舗が多く建ち並んでおり、グッチのようにスローン・ストリートの店舗のみで入手可能なデザインを用意するファッション・ブランドも多い。"ミニの女王"で知られるマリー・クヮントもスローン・スクエア乃至キングズ・ロード周辺の店舗が発祥、2号店もナイツブリッジだった。
なお、道路番号は全て同じA3216となるが、スローン・スクエアから南側へ向かって伸びる道路はローワー・スローン・ストリート (Lower sloane street) と呼ばれ、この道路沿いにはスローン・ガーデン (Sloane Gardens) と呼ばれるアパートメントの閑静な街並みが広がる。ローワー・スローン・ストリートを更に南側へ下るとテムズ川を渡るチェルシー・ブリッジ・ロード (Chelsea Bridge Road) やクイーンズタウン・ロード (Queenstown Road) へと至る。

## スローン・レンジャー
スローン・レンジャー (Sloane Ranger) とは、スローン・スクエアから発信される流行やファッションを好む若者たちを指す造語である。単にスローン (Sloane) またはグループであることを指してスローンズ (Sloanes) と呼ばれることもある。
スローン・スクエアは著名人の多く住む高級住宅街のチェルシーやベルグラヴィアに挟まれていたため、イギリスの上流階級や流行に敏感な若者たちが集まるようになり、公園の名称であるスローン (Sloane) と西部劇のタイトル「ローン・レンジャー」(Lone Ranger) を掛け合わせた造語として1980年頃から自然発生的に使用されるようになった。当初はスローン・スクエア近辺にあった店の服を好む若い女性たちのグループを指したが、現在は同様の若い男性も指すようになり、年齢層も拡大している。なお、本来のローン・レンジャーは「孤独な放浪者や荒くれ者」というあまりいい意味の言葉ではなく、スローン・レンジャーもニュアンスによっては皮肉（友達のいない気取り屋など）になってしまう場合がある。
1982年にイギリス人の作家アン・バール (Ann Barr) とピーター・ヨーク (Peter York) による共同執筆でファッション雑誌『ハーパス・アンド・クイーン』（Harpers & Queen、アメリカのハーパーズ バザーのイギリス版）に記事として取り上げられ、これを再編した本（下記）が1983年にイギリスとアメリカの出版社から相次いで発売されて広く知られるようになった。
- 「ザ・オフィシャル・スローン・レンジャー・ダイアリー」（エベリー・プレス社、イギリス）
The Official Sloane Ranger Diary (Ebury Press, UK)[9]
副題The First Guide to the Sloane Year、大意は「スローン誕生のファースト・ガイド」。
- 「ザ・オフィシャル・スローン・レンジャー・ハンドブック」（セント・マーティン・プレス社、アメリカ）
The Official Sloane Ranger Handbook (St. Martin's Press, USA)[10]
副題How The British Upper Class Prepares Its Offspring For Life、大意は「イギリスの上流階級が子供たちの人生に備える方法」。

どちらの本も表紙のデザインは異なるが、スローン・レンジャーの代表格としてダイアナ・スペンサー（ダイアナ元妃）の写真がレイアウトされている。なお、これらの本は世界的なダイアナ・フィーバーも手伝って、1986年に日本でも「スローンレンジャーハンドブック：ダイアナ妃のライフスタイル『教科書』」とのタイトルで発売されている。ただし、この当時の日本ではダイアナ自身に強い関心は集まってはいたものの、イギリスのファッションや流行語としてのスローン・レンジャーという言葉にはほとんど関心が示されなかったようである。
スローン・レンジャーとして日本でも知られる著名な人物の例としては、前述のダイアナ元妃や女優のシエナ・ミラーなどが挙げられる。また、イタリア人であるが女優のモニカ・ベルッチがフランス人の夫のヴァンサン・カッセルと共にスローン・スクエア界隈にある約300万ポンド（当時約4億円）の邸宅に住んでいたため、イギリスの大衆紙などからスローン・レンジャーと呼ばれたことがある。

## スローニー
スローニー (Sloaney) またはスローン・ファッション (Sloane fashion) とは、スローン・レンジャー（前述）の若者たちが好むファッション・スタイルを指す造語である。この造語が使用されるようになった時期は特定されていないが、1980年代のスローン・レンジャーの由来とほぼ同時か、その直後頃から自然発生的に使用されるようになったと思われる。
気品のあるトラディショナルな傾向に分類され、リッチなテイストを加えたコンサバティブなファッション・スタイルとされる。2011年にウィリアム王子と結婚したケイト・ミドルトン（キャサリン妃）が恋人時代に好んだことから、2000年代後半頃から日本のマスメディアでも話題として取り上げられるようになり、それと同時にファッション雑誌を中心にこの造語が紹介されるようになった。なお、ファッションモデルのケイト・モスは現代的なスローニー・スタイルの代表格として知られている。

## 環境整備

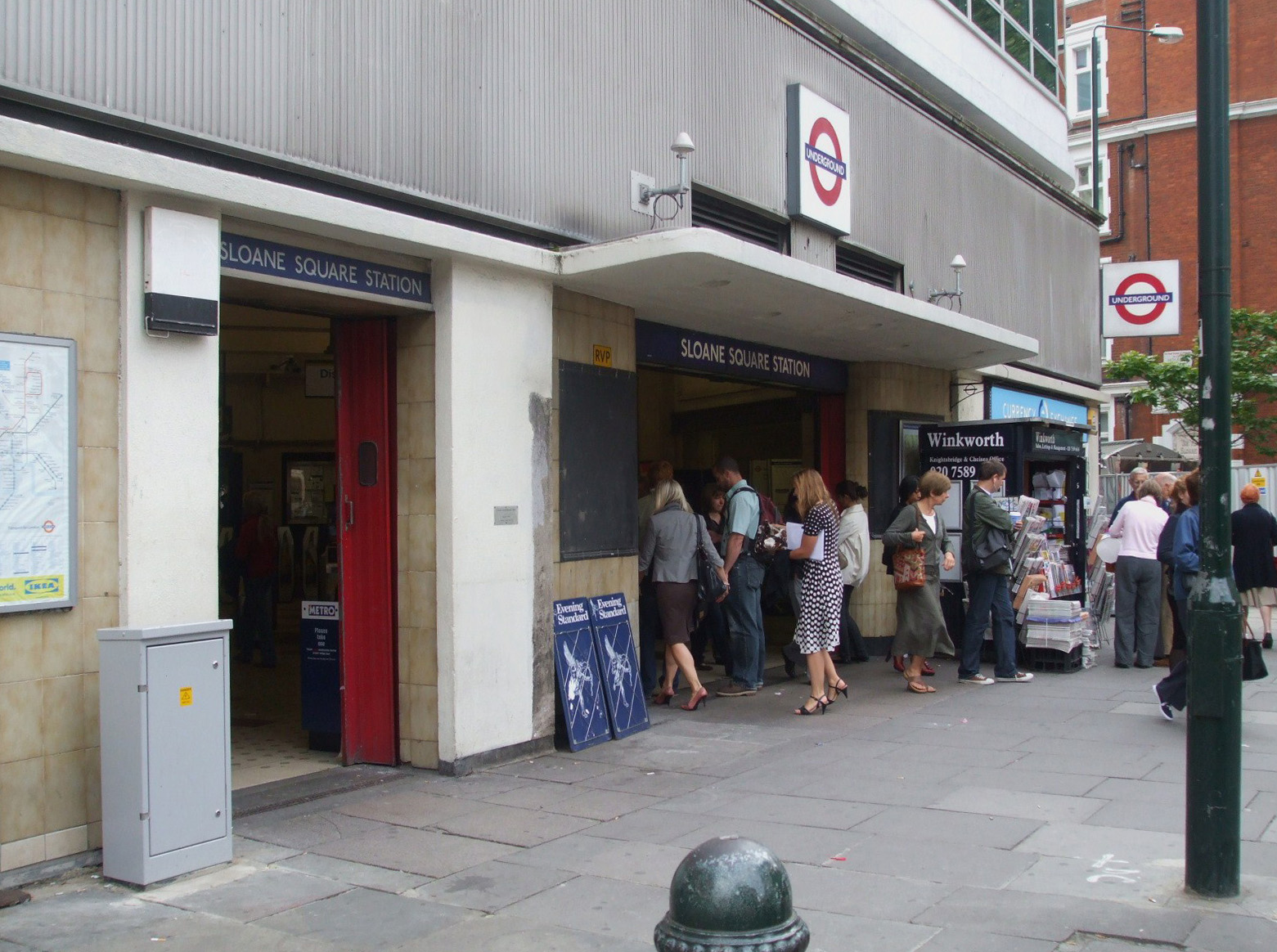
スローン・スクエアの最寄駅 ロンドン地下鉄「スローン・スクエア駅」

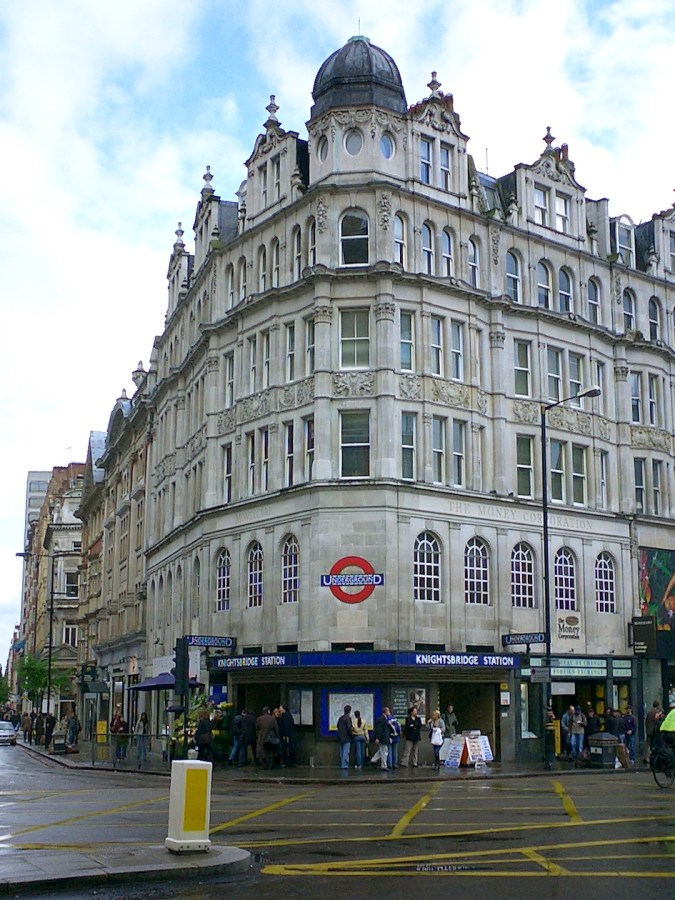
スローン・ストリート北端の最寄駅 ロンドン地下鉄「ナイツブリッジ駅」

2005年頃にスローン・スクエアや周辺道路の改善案が提出され、2007年に現地住民による反対多数で却下されたものの、ごく一部であるが環境整備が進められている。なお、賛成派（改善派）と反対派（保存派）で論争になった際、賛成派のキャンペーンをミュージシャンのブライアン・フェリーや俳優のルパート・エヴェレットがサポートしている。

## 最寄駅
スローン・スクエアの東南側にあるロンドン地下鉄サークル線・ディストリクト線のスローン・スクエア駅が最寄駅となる。この駅にはホームや線路の上を跨ぐように橋梁が架けてあり、その橋梁内に設置された鋼鉄製パイプの中をウェストボーン川が流れている。なお、スローン・ストリートの北端であれば大通りのブロンプトン・ロードに面したロンドン地下鉄ピカデリー線のナイツブリッジ駅が最寄駅となる。何れも、駅前や近隣にはロンドンバスの停留所がある。

## 参考・外部リンク
特記以外は英語
- Google. “Google Maps Sloane square”. Google マップ. 2011年7月7日閲覧。スローン・スクエアの位置。日本語（一部は英語）。
- All In London "Sloane Square Tube Station" スローン・スクエア駅を中心としたグルメやショッピング、ホテルの紹介。
- London Town - London Streets "Sloane Square" スローン・スクエアを中心とした地図やホテルの紹介。
- Royal Court Theatre ロイヤル・コート・シアターの公式サイト。
- Peter Jones Department ピーター・ジョーンズ百貨店の公式サイト。
- Saatchi Gallery サーチ・ギャラリーの公式サイト。
- “Life & Style / Fashion "Street fashion : Sloanes still rule the road in Chelsea”. London Evening Standard (2009年6月16日). 2011年7月30日閲覧。
「ストリート・ファッション：スローンズは今もチェルシーの道を制覇している」。この記事で紹介されているスナップ写真は同サイトのThe Chelsea Look（ザ・チェルシー・ルック）で更に他のスナップ写真と共に見ることができる。